# شوک (فیلم ۱۹۸۲)
شوک (انگلیسی: The Shock) فیلمی در ژانر جنایی و نئو نوآر به کارگردانی رابین دیویس است که در سال ۱۹۸۲ منتشر شد. از بازیگران آن می‌توان به آلن دلون، کاترین دنو، فیلیپ لئوتار، استفان اودران و فئودور آتکین اشاره کرد.